# Virgilio (Italien)
Virgilio (lombardisch: Vergili) ist eine Fraktion der italienischen Gemeinde (comune) Borgo Virgilio in der Provinz Mantua (Region Lombardei).

## Geografie
Virgilio liegt in der Po-Ebene etwa 5 Kilometer südsüdwestlich vom Stadtkern Mantuas auf 22 m s.l.m. zwischen den Flüssen Mincio im Norden und dem Po im Süden.

## Geschichte
In der kleinen Ortschaft Andes (im Ortsteil Pietole [Vecchia]) soll der römische Dichter Vergil geboren sein. Die Gemeinde Virgilio wurde 1805 als Quattroville zunächst aus den Ortsteilen Bellaguardia, Cerese, Parenza und Pietola gebildet und gehört seit 1868 zur Provinz Mantua. Den heutigen Namen erhielt die Gemeinde 1901. Ihre heutige Form (drei Ortsteile) entstand 1925 nach mehreren Gebietsänderungen. Virgilio schloss sich mit Wirkung zum 4. Februar 2014 mit der Gemeinde Borgoforte zur neuen Gemeinde Borgo Virgilio zusammen. Der Ort hatte am 31. Dezember 2013 11.255 Einwohner. Nachbargemeinden waren Bagnolo San Vito, Borgoforte, Curtatone und Mantua.
Zur Gemeinde Virgilio gehörten die Fraktionen Cappelletta, Cerese (Verwaltungssitz) und Pietole.

## Wirtschaft und Verkehr
Kleinere Maschinenbaubetriebe und elastomerverarbeitendes Gewerbe prägen die örtliche Wirtschaft. Virgilio liegt an der Strada Statale 62 sowie an der Strada Statale 413, die zur Autostrada A22 von Verona nach Modena führt. Der nächste Bahnhof befindet sich in Mantua.

## Persönlichkeiten
- Luigi Tasselli (1901–1971), Radrennfahrer
- Fabio Battesini (1912–1987), Radrennfahrer